# Banjaresiska
Banjaresiska eller banjar är ett malajo-polynesiskt språk i den austronesiska språkfamiljen som talas som modersmål av omkring sex miljoner människor, främst banjareser, på Kalimantan (indonesiska Borneo) i Indonesien och i Malaysia.
Banjaresiska är det största språket på indonesiska Borneo och fungerar som ett lingua franca på ön. Det finns två huvudsakliga dialekter: Övre och nedre banjaresiska (Banjar Hulu och Banjar Kuala).